# Новоархангельская духовная семинария
Новоархангельская духовная семинария — учебное заведение Камчатской епархии Русской православной церкви, существовавшее в городе Новоархангельск (ныне Ситка) на Аляске в 1845—1858 годы.

## История
20 января 1841 года епископ Камчатский, Курильский и Алеутский Иннокентий (Вениаминов) отправился через всю Сибирь в Русскую Америку и прибыл в Ситку в конце сентября того же года. 17 декабря 1841 года он основал в Новоархангельске, столице Русской Америки, Новорархангельское духовное училище. В письме митрополиту Московскому Филарету (Дроздову) от 30 апреля 1842 года епископ Иннокентий сообщал, что в училище обучается 23 человека, в возрасте от 7 до 17 лет, из них 21 представитель коренной национальности. Учебная программа была рассчитана на четыре года.
Уже в 1843 году епископ Иннокентий перевёл в Новоархангельск духовное училище из Петропавловска-Камчатского, соединив его с Новоархангльским, и в том же году ходатайствовал перед Святейшим Синодом об открытии в Новоархангельске духовной семинарии.
1 декабря 1845 года Новоархангельское духовное училище было преобразовано в Новоархангельскую духовную семинарию. Семинария располагалась в деревянном доме в Новоархангельске.
В 1846 году Российско-Американская компания выстроила здание духовной семинарии по чертежам самого епископа Иннокентия.
Воспитанниками семинарии являлись как уроженцы Камчатки, так и жители русских колоний в Америке, как русские, так и потомки смешанных браков. Первоначально были открыты лишь младшие классы семинарии, затем, постепенно, средние и старшие. Соответственно возрастала и численность учащихся. В 1847/1848 учебном году в семинарии обучались 54 ученика.
Недостаток кадров администраторов и преподавателей являлся главной проблемой для семинарии. Епископ Иннокентий пошёл даже на то, что выпросил у Русскоамериканской компании матроса, которого определил в семинарию помощником эконома и смотрителем семинарского дома, поручив ему и надзор за учениками. Этот матрос вскоре скончался.
Предметы преподавания в Новоархангельской Духовной семинарии, в целом соответствовали учебному курсу Духовных семинарий в России, хотя нередко проходились не в полном объёме.
В 1853 году состоялся первый выпуск Новоархангельской Духовной семинарии. Семинарию окончили шесть человек, из них трое по первому разряду.
Вскоре После открытия семинарии в Новоархангельске епископ Иннокентий пришёл к выводу, что Новоархангельск — не самое лучшее место для семинарии по причине постоянной острой нехватки преподавателей, которые были загружены миссионерскими и священническими обязанностями. Существование семинарии в Новоархангельске стоило весьма не дёшево. Кроме того, начальство Российско-Американской Компании, которая являлась монополистом, не слишком благосклонно относилось к деятельности епископа Иннокентия и его миссионеров. Ещё одним соображением в пользу перенесения семинарии в азиатскую часть епархии было то, что юноши из американских племён и креолов не подавали больших надежд: «Со стороны нашей сделано все возможное; и оказалось, что из американских уроженцев и креолов разве 50-й может быть миссионером, и то под надзором не-креола. Следовательно дальнейшее пребывание Архиерея и семинарии в Ситхе не поможет ни тому, ни другому. А дети камчатского духовенства, хотя и подают добрую о себе надежду, но они могут воспитываться и не в Ситхе».
В 1852 году епископ Иннокентий перенёс свои труды на Азиатский континент. В том же году к Камчатской епархии была присоединена Якутская область, после чего епископ Иннокентий решает переместить семинарию в Якутск, что и произошло в 1858 году.

## Ректоры
- священник Петр Литвинцев (1845—1857)
- архимандрит Петр (Екатериновский) (15 января 1857 — сентябрь 1858)